# Ixora longistipula
Ixora longistipula är en måreväxtart som beskrevs av Elmer Drew Merrill. Ixora longistipula ingår i släktet Ixora och familjen måreväxter. Inga underarter finns listade i Catalogue of Life.